# Campeonato Regional Castellano-Leonés
El Campeonato Regional Castellano-Leonés, fue una competición oficial de fútbol a nivel regional que disputaron desde 1924 los clubes de las provincias de Salamanca, Zamora y León —en lo que era la Región de León—, más los de las provincias de Palencia, Valladolid y Burgos —en lo que era la región de Castilla la Vieja—, para dilucidar el campeón regional. Permitía que el campeón en su máxima categoría obtuviese la clasificación para las eliminatorias del Campeonato de España —actual Copa del Rey—, junto a los campeones de las restantes federaciones regionales. Posteriormente, en la temporada 1925-26, este derecho se amplió también a los subcampeones regionales debido al incipiente crecimiento del fútbol en el país.
El club más laureado de la competición es la sociedad Cultural y Deportiva Leonesa quien obtuvo un total de cuatro títulos en las ocho ediciones del torneo antes de que desapareciese en 1932 al inscribirse los clubes leoneses en la Federación Castellana de Fútbol y disputar el consiguiente campeonato denominado como Campeonato Mancomunado Centro-Aragón.

## Historia
La temporada 1923-24 fue la primera en la que se disputó el Campeonato Regional Castellano-Leonés, en que tomaban parte equipos de la Región de León, conformada por las provincias de Zamora, Salamanca y León, y de Castilla la Vieja, de la que solo llegaron a jugar equipos de las provincias de Palencia, Valladolid y Burgos. Desde su comienzo sus resultados eran clasificatorios para disputar la fase nacional del Campeonato de España.
La primera edición se dividió en dos grupos, el leonés y el castellano, cuyos campeones debían disputar una final entre ellos. Como el representante castellano, la Academia de Caballería, renunció a disputar el partido, a esta primera edición se la llama Campeonato Regional Leonés. En esta primera edición salió como campeón la Unión Deportiva Española, después Unión Deportiva Salamanca.

## Historial
Nombres y banderas de los equipos según la época. En temporadas con sistema de liga se indica como resultado definitorio los producidos entre los dos mejores equipos finales pese a que no fuesen resolutorios.
| Temporada                             | Campeón                                              | Resultado                                            | Subcampeón                                           | Notas                                                             |
| Campeonato Regional Leonés            | Campeonato Regional Leonés                           | Campeonato Regional Leonés                           | Campeonato Regional Leonés                           | Campeonato Regional Leonés                                        |
| ------------------------------------- | ---------------------------------------------------- | ---------------------------------------------------- | ---------------------------------------------------- | ----------------------------------------------------------------- |
| 1923-24                               | U. D. Española                                       | —                                                    | Academia de Caballería                               | Primer campeonato oficial. Vencedor por incomparecencia del rival |
| Campeonato Regional Castellano-Leonés |                                                      |                                                      |                                                      |                                                                   |
| 1924-25                               | C. D. Español                                        | Sistema de liga                                      | Cultural Leonesa                                     |                                                                   |
| 1925-26                               | Cultural Leonesa                                     | Sistema de liga                                      | S. R. Unión Deportiva                                |                                                                   |
| 1926-27                               | S. R. Unión Deportiva                                | Sistema de liga                                      | C. D. Español                                        |                                                                   |
| 1927-28                               | Cultural Leonesa                                     | Sistema de liga                                      | S. R. Unión Deportiva                                |                                                                   |
| 1928-29                               | Cultural Leonesa                                     | Sistema de liga                                      | Real Valladolid C. F.                                |                                                                   |
| 1929-30                               | Cultural Leonesa                                     | Sistema de liga                                      | Real Valladolid C. F.                                |                                                                   |
| 1930-31                               | Real Valladolid C. F.                                | Sistema de liga                                      | Cultural Leonesa                                     |                                                                   |
| 1931-32                               | Disputaron el Campeonato Mancomunado Centro-Aragón   | Disputaron el Campeonato Mancomunado Centro-Aragón   | Disputaron el Campeonato Mancomunado Centro-Aragón   | Disputaron el Campeonato Mancomunado Centro-Aragón                |
| 1932-33                               | Disputaron el Campeonato Mancomunado Castilla-Sur    | Disputaron el Campeonato Mancomunado Castilla-Sur    | Disputaron el Campeonato Mancomunado Castilla-Sur    | Disputaron el Campeonato Mancomunado Castilla-Sur                 |
| 1933-34                               | Disputaron el Campeonato Mancomunado Castilla-Sur    | Disputaron el Campeonato Mancomunado Castilla-Sur    | Disputaron el Campeonato Mancomunado Castilla-Sur    | Disputaron el Campeonato Mancomunado Castilla-Sur                 |
| 1934-35                               | Disputaron el Campeonato Mancomunado Castilla-Aragón | Disputaron el Campeonato Mancomunado Castilla-Aragón | Disputaron el Campeonato Mancomunado Castilla-Aragón | Disputaron el Campeonato Mancomunado Castilla-Aragón              |
| 1935-36                               | Disputaron el Campeonato Mancomunado Castilla-Aragón | Disputaron el Campeonato Mancomunado Castilla-Aragón | Disputaron el Campeonato Mancomunado Castilla-Aragón | Disputaron el Campeonato Mancomunado Castilla-Aragón              |
| 1936-37                               | No disputado por la Guerra Civil Española            | No disputado por la Guerra Civil Española            | No disputado por la Guerra Civil Española            | No disputado por la Guerra Civil Española                         |
| 1937-38                               | No disputado por la Guerra Civil Española            | No disputado por la Guerra Civil Española            | No disputado por la Guerra Civil Española            | No disputado por la Guerra Civil Española                         |
| 1938-39                               | No disputado por la Guerra Civil Española            | No disputado por la Guerra Civil Española            | No disputado por la Guerra Civil Española            | No disputado por la Guerra Civil Española                         |
| 1939-40                               | Disputaron el Campeonato Mancomunado Centro          | Disputaron el Campeonato Mancomunado Centro          | Disputaron el Campeonato Mancomunado Centro          | Disputaron el Campeonato Mancomunado Centro                       |

## Campeonatos regionales (1925-1931)

### 1924-25
| Pos | Equipo                   |     |     |     |     | Pts | PJ | PG | PE | PP | GF | GC | GAv |
| --- | ------------------------ | --- | --- | --- | --- | --- | -- | -- | -- | -- | -- | -- | --- |
| 1   | C.D. Español             |     | 5-3 | 2-1 | *   | 10  | 6  | 5  | 0  | 1  | 10 | 10 | 0   |
| 2   | Cultural Leonesa         | 6-2 |     | 2-0 | 4-1 | 8   | 6  | 4  | 0  | 2  | 15 | 14 | +1  |
| 3   | Real Unión Deportiva     | 0-1 | 6-0 |     | 3-1 | 6   | 6  | 3  | 0  | 3  | 10 | 6  | +4  |
| 4   | Unión Deportiva Española | *   | *   | *   |     | 0   | 6  | 0  | 0  | 6  | 2  | 7  | -5  |

*El Unión Deportiva Española (actual Unión Deportiva Salamanca) se negó a jugar partidos debido a una sanción por alineación indebida.

### 1925-26
| Pos | Equipo                      |     |     |     |     |     | Pts | PJ | PG | PE | PP | GF | GC | GAv |
| --- | --------------------------- | --- | --- | --- | --- | --- | --- | -- | -- | -- | -- | -- | -- | --- |
| 1   | Cultural Leonesa            |     | 1-2 | 4-1 | 4-0 | 3-0 | 12  | 8  | 5  | 2  | 1  | 18 | 6  | +12 |
| 2   | Real Unión Deportiva        | 1-1 |     | 1-1 | 2-2 | 6-0 | 11  | 8  | 3  | 5  | 0  | 21 | 11 | +10 |
| 3   | C.D. Español                | 1-2 | 2-2 |     | 0-0 | 5-1 | 7   | 8  | 2  | 3  | 3  | 19 | 15 | +4  |
| 4   | Unión Deportiva Española    | 1-1 | 3-6 | 3-1 |     | 2-1 | 7   | 8  | 2  | 3  | 3  | 12 | 17 | -5  |
| 5   | Unión Deportiva Ferroviaria | 0-2 | 1-1 | 2-8 | 2-1 |     | 3   | 8  | 1  | 1  | 6  | 7  | 28 | -21 |

### 1926-27
| Pos | Equipo                      |     |      |     |      |      |       | Pts | PJ | PG | PE | PP | GF | GC | GAv |
| --- | --------------------------- | --- | ---- | --- | ---- | ---- | ----- | --- | -- | -- | -- | -- | -- | -- | --- |
| 1   | Real Unión Deportiva        |     | 1-0  | 4-1 | 3-0  | 7-0  | 4-0   | 18  | 10 | 8  | 2  | 0  | 35 | 8  | +27 |
| 2   | C.D. Español                | 1-1 |      | 5-0 | 10-2 | 10-2 | 5-1   | 17  | 10 | 8  | 1  | 1  | 46 | 13 | +33 |
| 3   | Cultural Leonesa            | 2-2 | 4-0* |     | 1-1  | 8-3  | 3-3   | 7   | 10 | 2  | 3  | 5  | 25 | 25 | 0   |
| 4   | Unión Deportiva Ferroviaria | 1-3 | 0-4  | 2-0 |      | 2-4  | 2-2   | 6   | 10 | 2  | 2  | 6  | 12 | 29 | -17 |
| 5   | Unión Deportiva Española    | 2-5 | 2-3  | 3-2 | 0-2  |      | 0-1** | 6   | 9  | 3  | 0  | 6  | 18 | 39 | -21 |
| 6   | Stadium Luises              | 1-5 | 0-8  | 2-4 | 2-0  | 0-2  |       | 4   | 9  | 1  | 2  | 6  | 11 | 33 | -22 |

*Perdido por alineación indebida

**Anulado por incidentes entre público y jugadores

### 1927-28
| Pos | Equipo                      |     |     |     |     |     |      | Pts | PJ | PG | PE | PP | GF | GC | GAv |
| --- | --------------------------- | --- | --- | --- | --- | --- | ---- | --- | -- | -- | -- | -- | -- | -- | --- |
| 1   | Cultural Leonesa            |     | 2-1 | 2-1 | 4-1 | 6-0 | 8-0  | 18  | 10 | 9  | 0  | 1  | 43 | 7  | +36 |
| 2   | Real Unión Deportiva        | 3-2 |     | 3-3 | 8-3 | 1-0 | 7-0  | 17  | 10 | 8  | 1  | 1  | 41 | 14 | +27 |
| 3   | C.D. Español                | 1-4 | 1-2 |     | 6-3 | 3-1 | 11-0 | 11  | 10 | 5  | 1  | 4  | 37 | 18 | 19  |
| 4   | Unión Deportiva Española    | 0-5 | 1-5 | 3-2 |     | 1-2 | 10-0 | 7   | 10 | 3  | 1  | 6  | 26 | 34 | -8  |
| 5   | Unión Deportiva Ferroviaria | 0-7 | 0-5 | 0-5 | 2-2 |     | 1-0  | 7   | 10 | 3  | 1  | 6  | 10 | 32 | -22 |
| 6   | Stadium Luises              | 0-3 | 2-6 | 0-4 | 0-2 | 2-4 |      | 0   | 10 | 0  | 0  | 10 | 4  | 56 | -52 |

### 1928-29
| Pos | Equipo                      |     |     |     |      |      | Pts | PJ | PG | PE | PP | GF | GC | GAv |
| --- | --------------------------- | --- | --- | --- | ---- | ---- | --- | -- | -- | -- | -- | -- | -- | --- |
| 1   | Cultural Leonesa            |     | 4-1 | 8-0 | 9-0  | 9-0  | 14  | 8  | 7  | 0  | 1  | 48 | 4  | +44 |
| 2   | Real Valladolid             | 2-1 |     | 7-0 | 12-0 | 12-0 | 14  | 8  | 7  | 0  | 1  | 50 | 6  | +44 |
| 3   | Unión Deportiva Ferroviaria | 1-3 | 0-3 |     | 6-1  | 1-0* | 8   | 8  | 4  | 0  | 4  | 12 | 23 | -11 |
| 4   | Burgos C.F.                 | 0-8 | 1-5 | 0-1 |      | 4-1  | 2   | 8  | 1  | 0  | 7  | 7  | 45 | -38 |
| 5   | Unión Deportiva Salamanca   | 0-6 | 0-8 | 1-3 | 3-1  |      | 2   | 8  | 1  | 0  | 7  | 5  | 44 | -39 |

Desempate: Cultural Leonesa 4 - Real Valladolid 3, jugado en Madrid
*Perdido al Salamanca 1-0 por no llegar al campo debido a una avería en el autobús.

### 1929-30
| Pos | Equipo                      |     |     |     |      | Pts | PJ | PG | PE | PP | GF | GC | GAv |
| --- | --------------------------- | --- | --- | --- | ---- | --- | -- | -- | -- | -- | -- | -- | --- |
| 1   | Cultural Leonesa            |     | 3-0 | 9-0 | *    | 8   | 4  | 4  | 0  | 0  | 20 | 2  | +18 |
| 2   | Real Valladolid             | 1-2 |     | 2-0 | 11-0 | 4   | 4  | 2  | 0  | 2  | 4  | 5  | -1  |
| 3   | Unión Deportiva Ferroviaria | 1-6 | 0-1 |     | *    | 0   | 4  | 0  | 0  | 4  | 1  | 18 | -17 |
| 4   | Unión Deportiva Salamanca   | *   | *   | *   |      | 0   | 0  | 0  | 0  | 0  | 0  | 0  | 0   |

*La Unión Deportiva Salamanca se retiró tras la primera jornada siendo anulado el partido que disputó.

### 1930-31
| Pos | Equipo           |     |     |     |     |     |     | Pts | PJ | PG | PE | PP | GF | GC | GAv |
| --- | ---------------- | --- | --- | --- | --- | --- | --- | --- | -- | -- | -- | -- | -- | -- | --- |
| 1   | Real Valladolid  |     | 4-1 | 5-1 |     | 4-4 | 6-0 | 13  | 8  | 5  | 3  | 0  | 29 | 9  | +20 |
| 2   | Cultural Leonesa | 1-1 |     | 3-1 | 1-3 |     | 3-0 | 10  | 8  | 4  | 2  | 2  | 17 | 14 | +3  |
| 3   | C.D. Palencia    | 1-1 | 1-2 |     | 0-5 | 0-2 |     | 1   | 8  | 0  | 1  | 7  | 4  | 27 | -23 |

## Palmarés
| Equipo                 | Títulos | Subcampeonatos | Años campeonatos                   |
| ---------------------- | ------- | -------------- | ---------------------------------- |
| Cultural Leonesa       | 4       | 2              | 1925-26, 1927-28, 1928-29, 1929-30 |
| S. R. Unión Deportiva  | 1       | 2              | 1926-27                            |
| Real Valladolid C. F.  | 1       | 2              | 1930-31                            |
| C. D. Español          | 1       | 1              | 1924-25                            |
| U. D. Española         | 1       |                | 1923-24                            |
| Academia de Caballería |         | 1              |                                    |